# كارلوس بورجيس
كارلوس بورجيس (مواليد 19 مارس 2004) هو لاعب كرة قدم برتغالي يلعب في مركز الجناح الأيسر في نادي مانشستر سيتي.

## روابط خارجية
- كارلوس بورجيس على موقع الاتحاد الأوربي (الإنجليزية)
- كارلوس بورجيس على موقع قاعدة بيانات كرة القدم.إي يو (الإنجليزية)
- كارلوس بورجيس على موقع Soccerway.com (الإنجليزية)
- كارلوس بورجيس على موقع عالم كرة القدم.نت (الإنجليزية)